# 볼가강 불가리아
볼가강 불가리아(타타르어: Идел буе Болгар дәүләте 이델 부에 볼가르 데울레테) 또는 볼가강-카마강 불가리아는 9세기에서 13세기 사이에 볼가강과 카마강 유역에 존재했던 불가르인의 국가다. 
볼가강 불가리아는 많은 수의 투르크 불가르족, 다양한 핀족과 우그릭족, 그리고 많은 동슬라브족이 거주하는 다민족 국가였다. 이 국가의 전략적 위치는 아랍인, 북유럽인, 아바르인의 무역간 독점권을 취할 수 있게 해주었다.

## 같이 보기
- 카잔 칸국
- 타타르인
- 고대 대불가리아
- 훈족